# Fidel Castro Ruz
  Fidel Castro Ruz  (espanyol llatinoamericà: Fidel Alejandro Castro Ruz)  (Birán, 13 d'agost de 1926 - l'Havana, 25 de novembre de 2016)
Fidel Alejandro Castro Ruz ( audio) (Birán, Mayarí, actual Província d'Holguín, Cuba; 13 d'agost de 1926 - l'Havana, 25 de novembre de 2016) fou un advocat, polític i guerriller marxista cubà. Va ser mandatari del seu país, sota els càrrecs de primer ministre (1959-1976) i president de Cuba (1976-2008). Exercí també com a primer secretari del Partit Comunista de Cuba i com a comandant en cap de les Forces Armades Revolucionàries (Exèrcit) de Cuba. Fou, a més, un dels condecorats per la Unió Soviètica amb l'Orde de Lenin i amb el Premi Lenin de la Pau entre els pobles (1961). Fou doctor en Dret civil i llicenciat en Dret diplomàtic.
Castro es va iniciar en la vida pública com a polític opositor i va destacar especialment després de l'assalt a la caserna Moncada el 1953, pel qual va ser condemnat a presó. Després de ser indultat gràcies a la pressió de l'opinió pública, es va exiliar a Mèxic, on va planejar la invasió guerrillera de 1956. Va arribar al poder després d'encapçalar la revolució cubana, que va triomfar l'1 de gener de 1959, derrocant el règim de Fulgencio Batista. Va ser nomenat primer ministre el 27 de febrer del mateix any pel president Manuel Urrutia. El 1961 va liderar l'adopció del marxisme pel govern revolucionari, establint el primer estat socialista d'Amèrica. Després de les reformes de 1976, va ser elegit president del Consell d'Estat i del Consell de Ministres. Fou el primer secretari del partit comunista des de la seva creació el 1965 fins que morí.
El 19 de febrer del 2008, en una carta publicada al diari Granma, va anunciar que no es presentaria ni acceptaria el lloc de president i comandant en la reunió de l'Assemblea Nacional del Poder Popular del 24 de febrer del mateix any. No obstant això, romangué com a primer secretari del partit comunista.
En l'àmbit internacional, inicialment conservava bones relacions amb els EUA; va entaular, després, estrets llaços amb la Unió Soviètica. Després d'una sèrie d'expropiacions a propietaris nord-americans, les desavinences amb els EUA van desembocar en l'embargament econòmic contra Cuba. De llavors ençà, la relació entre els dos països va ser obertament antagònica, la qual cosa va quedar confirmada després de la fracassada invasió de Bahía de Cochinos el 1961.
A causa de la seva llarga gestió i de les característiques controvertides de les seves polítiques, s'ha generat un polèmic i intens debat entre opositors i partidaris sobre el seu govern: des de qualificar-lo com una dictadura fins a considerar-lo l'expressió de la voluntat del poble cubà.

## Biografia
Castro va néixer al poblat de Birán, a Mayarí, un municipi de l'antiga província d'Oriente, el 1926, com a fill natural d'un emigrat gallec, Ángel Castro Argiz, casat en segones núpcies anys després amb Lina Ruz González, descendent de canaris. Quan tenia vuit anys i mig va ser batejat, i fins després del 1940 el seu pare no va obtenir el divorci de la seua primera esposa, María Luisa Argota, i va poder contreure noves núpcies amb Lina Ruz. Ambdós eren analfabets, encara que tots dos van aprendre a llegir en la seva maduresa. El seu pare, d'origen humil, eventualment aconseguiria una sòlida posició econòmica. Amb quatre anys, Fidel va començar a estudiar en una petita escola a Birán. A causa de la seva destacada intel·ligència, els seus pares van decidir d'enviar-lo a Santiago de Cuba a l'edat de 6 anys, juntament amb la seva germana Angelita, a cura de qui havia estat la seva professora a Birán. Malgrat la situació econòmica de la seva família, l'any 1932 Castro va passar gana, ja que la institutriu que el cuidava feia servir la seva assignació per mantenir tota la seva família, en un període d'especial duresa econòmica al país.
El 1934 va ingressar al col·legi lassal·lià de Santiago. Al setembre de 1939 s'inscriuria al Col·legi de Dolores, dels jesuïtes, també a Santiago de Cuba. El 1942 va ingressar al col·legi Belén de l'Havana, on va ser seleccionat millor esportista del curs 1943-1944. Va acabar el batxillerat el juny del 1945, juntament amb qui seria el seu cunyat, Rafael Díaz-Balart, el seu millor amic d'aleshores i després enemic acèrrim.

## Universitat i inicis de la vida política
Va ingressar a la Universitat de l'Havana el 4 de setembre de 1945. En aquests primers anys, la seva vida acadèmica va ser caracteritzada per la seva absència quasi total a les aules. A partir del tercer any, Castro es va dedicar amb especial intensitat a la seva tasca acadèmica, matriculant-se per lliure, i arribant a matricular-se de tres carreres (dret, dret diplomàtic i ciències socials) amb la intenció d'obtenir una beca per estudiar a Europa o els EUA.
Va ser durant el període universitari que va tenir accés a algunes obres literàries que, segons ell, li van permetre d'aconseguir una certa maduresa política. Les seves primeres passes en la política van ser en l'àmbit estrictament universitari. Va ser elegit delegat de curs i va arribar a rebre amenaces de mort en enfrontar-se a un candidat de la Federació Estudiantil Universitària (FEU) que tenia el suport del govern de Ramón Grau San Martín.
El 1947, amb 21 anys, com a president del Comité Pro Democracia Dominicana de la FEU, va promoure accions per reclamar la destitució del dictador dominicà Rafael Trujillo i va formar part de la Invasió de Cayo Confites, amb l'objectiu de derrocar-lo. Quan van ser interceptats a la Bahía de Nipe quan intentaven arribar a sòl dominicà, es va llençar a l'aigua i escapa a nedant fins a Cayo Saetía.
El 1948 va ser enviat amb el seu amic Alfredo Guevara a Colòmbia com a delegat de la FEU a la IX Conferència Interamericana; estava citat per trobar-se amb el candidat a president Jorge Eliécer Gaitán la mateixa tarda en què aquest va ser assassinat (va ser l'anomenat «Bogotazo»).
Quan va tornar a Cuba, va contreure matrimoni amb Mirta Díaz-Balart, una estudiant de filosofia d'una acomodada família havanera. Realitzen el seu viatge de noces a Nova York, residint al 156 West, 82th Street de Manhattan. Castro és temptat a inscriure's a la Universitat Harvard per acabar els seus estudis. D'aquest matrimoni naixerà el seu primer fill, Fidel Félix Castro Díaz-Balart.
El 1950 va obtenir el seu diploma en lleis. El 1951, es va suïcidar Eduardo Chibás, líder del Partit Ortodox, amb el qual Castro havia simpatitzat des dels seus anys universitaris. Al juny del 1952 es va presentar per aquest partit com a independent, per una circumscripció de l'Havana, com a candidat al Parlament, però el colp d'estat del general Fulgencio Batista va derrocar el govern de Carlos Prío Socarrás i va anul·lar les eleccions. El colp —reconegut pel govern estatunidenc— va provocar l'amoïnament de Castro, que utilitzaria els seus contactes amb la Joventut del Partit Ortodox per aglutinar un grup de joves que protagonitzarien el futur assalt a la Caserna Moncada.

## Resistència contra Batista
Educat a Cuba, en escoles jesuïtes i, més tard, al Col·legi Belén de l'Havana, també jesuïta. El 1945 va ingressar a la Universitat de l'Havana per estudiar dret, graduant-se el 1950.
Castro va exercir en un petit despatx d'advocats entre 1950 i 1952. El 1952 va ser candidat al parlament pel Partido Ortodoxo, però el cop d'estat del general Fulgencio Batista va enderrocar el govern de Carlos Prio Socarras i va anul·lar les eleccions. Castro va acusar Batista davant els tribunals de violar la constitució, però la seva petició va ser rebutjada. En resposta, Castro va organitzar el 26 de juliol de 1953 un atac armat de conseqüències nefastes contra les casernes Moncada, de Santiago de Cuba, i Carlos Manuel de Céspedes, de Bayamoen, ambdós a la província d'Oriente. Van morir més de vuitanta atacants i Castro va ser fet presoner, jutjat i sentenciat a quinze anys de presó. (En l'al·legat final del judici, Castro va pronunciar un apassionat discurs, en el qual va defensar les seves accions i va explicar els seus punts de vista polítics). Després de 22 mesos de presó, va ser alliberat en l'amnistia general de maig de 1955 i es va exiliar a Mèxic i als Estats Units.
Amb el vaixell Granma, comprat de manera clandestina per un grup d'exiliats cubans a Mèxic, va tornar a Cuba amb altres exiliats del Movimiento 26 de Julio el 2 de desembre de 1956. Al cap de pocs dies de marxa són sorpresos en Alegria del Pío. Els pocs supervivents (entre ells, el Che Guevara, Raúl Castro i Camilo Cienfuegos) es van retirar a la Sierra Maestra, des d'on van lliurar una guerra d'escamots contra el govern de Batista. El moviment de Castro va guanyar suport popular i va arribar a comptar amb més de 800 combatents. El 24 de maig de 1958, Batista va enviar disset batallons contra Castro en la Operación Verano. Tot i ser superades en nombre, les forces de Castro van encadenar una sèrie de sorprenents victòries, ajudades per les desercions i rendicions massives entre les tropes de Batista. L'1 de gener de 1959, Batista abandonava el país i les forces de Castro prenien l'Havana.

## Presidència[calcitació]
Castro va ser nomenat president de la República de Cuba l'1 de gener de 1959 després d'haver triomfat la revolució.
Una de les primeres coses que va fer va ser intentar millorar les relacions amb els EUA, però aquests es van negar a donar suport a Cuba perquè havien derrocat la dictadura de Batista (que era un aliat dels Estats Units). Llavors el govern dels EUA va llençar una invasió a Bahía de Cochinos la qual va ser detinguda en pocs dies per les tropes cubanes. Donat aquest fet, Cuba va aliar-se amb la Unió Soviètica, la qual va posar míssils a l'illa com a amenaça als Estats Units, tot i que al final es va arribar a un acord per treure els míssils.
Els anys 1980, Fidel va decidir ajudar la República Popular d'Angola contra les guerrilles com el FNLA o UNITA que volien instaurar règims afins a la Sud-àfrica de l'apartheid i al Zaire, així que va enviar voluntaris cubans a dona suport al Moviment Popular per a l'Alliberament d'Angola (MPLA), denominació del partit comunista a Angola, els quals gràcies a l'ajuda cubana van guanyar la guerra. Fidel Castro també va ajudar el Front Sandinista d'Alliberament Nacional (FSLN) a Nicaragua.
Més endavant ajudaria el govern de la república bolivariana de Veneçuela a millorar la seva sanitat i educació. Durant el govern de Fidel Castro, Cuba es va convertir en un exemple a l'hora de socialitzar la sanitat i l'educació gratuïtes.

## Renúncia al poder
Malgrat la seva edat avançada, el president Fidel va continuar personalment al capdavant del govern fins al 31 de juliol del 2006, data en la qual el seu secretari, Carlos Valenciaga, va anunciar que delegava provisionalment el seu càrrec en Raúl Castro, mentre es recuperava d'una intervenció quirúrgica intestinal. Posteriorment, el 2008 ho faria de manera definitiva a causa de problemes de salut.

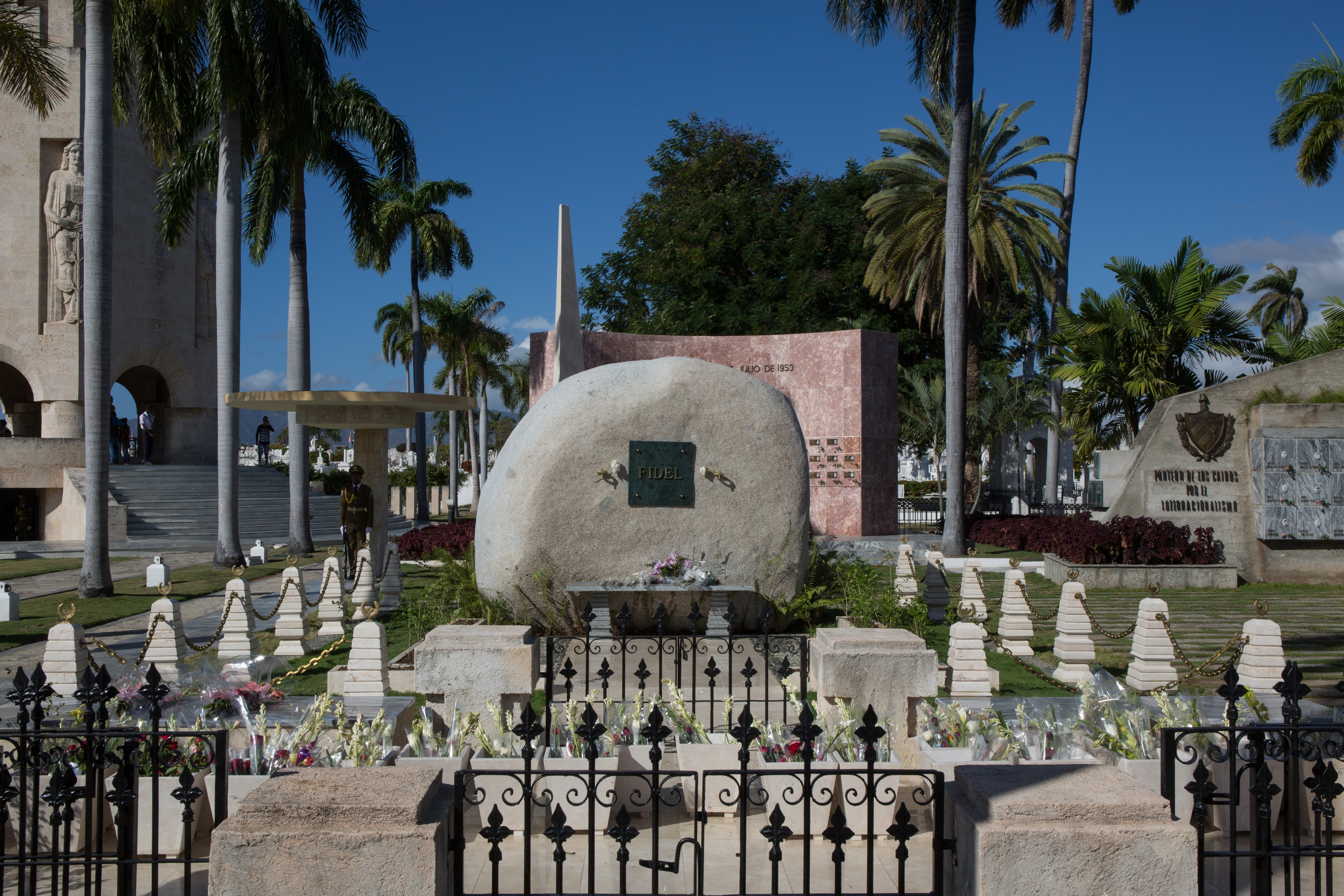
Tomba de Fidel Castro a Santa Ifigenia Santiago de Cuba

El 19 de febrer del 2008 va anunciar en un article del periòdic Granma que no aspiraria a ser reelegit com a President del Consell d'Estat i Comandant en Cap, després de 49 anys en el poder, a cinc dies que el Parlament, l'Assemblea del Poder Popular, triés la nova cúpula del Govern, el dia 24 de febrer.
El seu germà Raúl Castro va ser elegit per l'Assemblea Nacional del Poder Popular de Cuba el dia 24 de febrer del 2008, i es va convertir així en el 23è President de Cuba.

## Darrers anys
Durant els seus darrers anys de vida Castro va desaparèixer progressivament de l'esfera pública, oferint aparicions ocasionals en diversos mitjans o actes. Finalment, Fidel Castro va morir el 25 de novembre de 2016 a Cuba als 90 anys.